# フリガナ (群生)

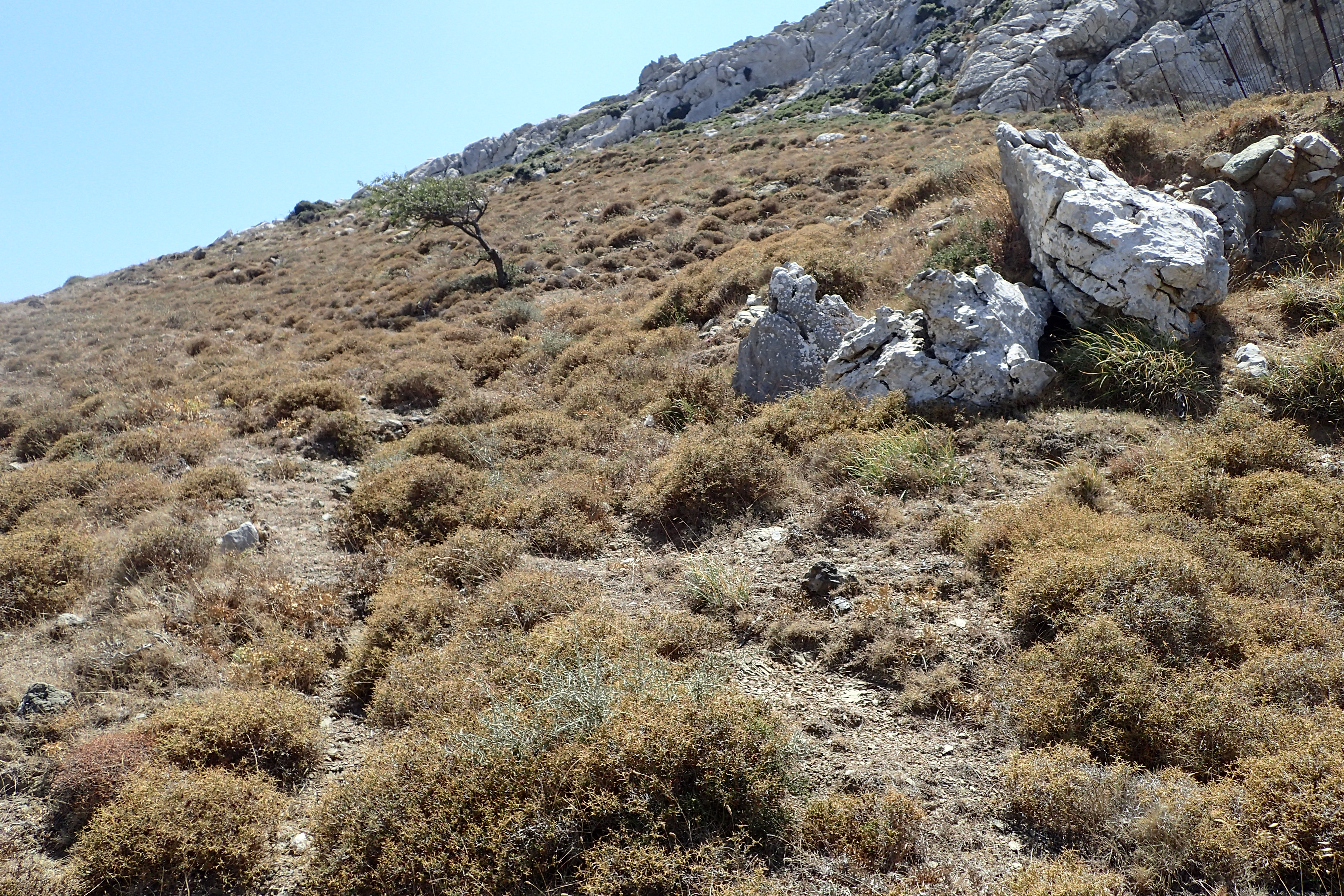

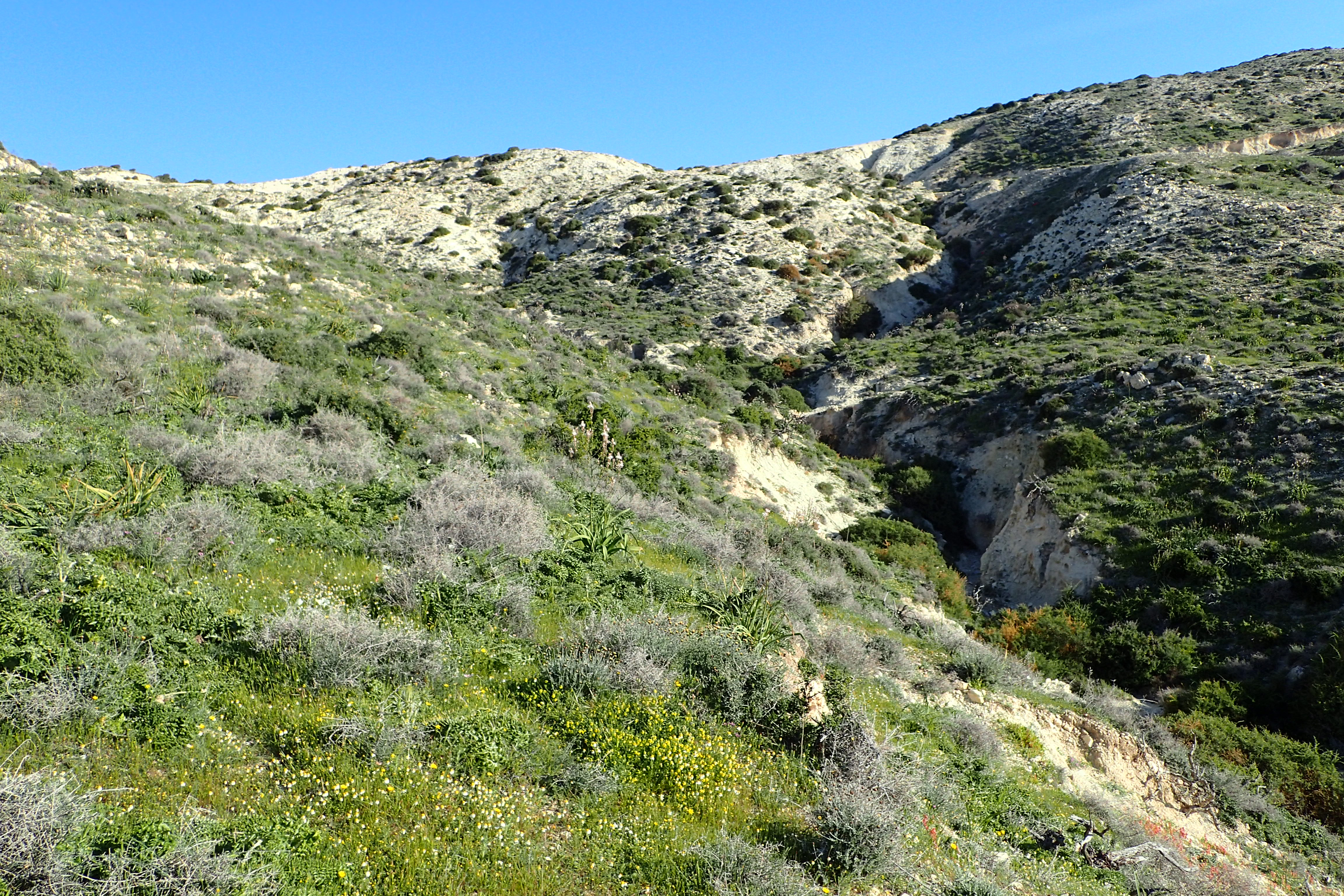
キプロス島の春のフリガナ。

フリガナ（ギリシャ語 φρύγανα）は地中海沿岸東側で見られる植物群生を指し、岩石の多い乾燥した環境における低木とハーブにより構成される。この群生の外観は主に0.3メートルほどのクッションのような構造の珍しい低木に影響されている。草木の高さは0.6メートルを超えない。